# Lemma von Frank
Das Lemma von Frank ist ein mathematischer Lehrsatz  auf dem Gebiet der Wahrscheinlichkeitsrechnung, welcher auf den Mathematiker Ove Frank zurückgeht. Es formuliert eine elementare stochastische Ungleichung für gewisse endliche Familien von integrierbaren reellen Zufallsvariablen und erweist sich damit als nützliches Hilfsmittel für den Beweis einiger Resultate im Umfeld des Gesetzes der großen Zahlen. Mit Hilfe des Lemmas von Frank lassen sich nicht zuletzt die kolmogoroffsche Ungleichung und die tschebyscheffsche Ungleichung herleiten.

## Formulierung des Lemmas
Der Darstellung von Heinz Bauer folgend lässt sich das Lemma angeben wie folgt:
Gegeben seien ein  Wahrscheinlichkeitsraum {\displaystyle (\Omega ,{\mathcal {A}},\operatorname {P} )} und darauf endlich viele {\displaystyle \operatorname {P} }-integrierbare Zufallsvariablen {\displaystyle Z_{0},Z_{1},\ldots ,Z_{n}\colon (\Omega ,{\mathcal {A}},\operatorname {P} )\to \mathbb {R} \;(n\in \mathbb {N} )} 
mit   {\displaystyle Z_{0}=0} und {\displaystyle Z_{n}\geq 0}   .
 Sei weiterhin eine  reelle Zahl {\displaystyle \epsilon >0} gegeben und hierbei für {\displaystyle i=1,\ldots ,n} 
{\displaystyle B_{i}=\bigcap _{k=0}^{i-1}{\{\omega \in \Omega \mid Z_{k}(\omega )<\epsilon \}}}
 gesetzt.
Dann gilt:
{\displaystyle \operatorname {P} {\bigl (}\max(Z_{1},\dots ,Z_{n})\geq \epsilon {\bigr )}\leq {\frac {1}{\epsilon }}\cdot \sum _{i=1}^{n}{\int _{B_{i}}(Z_{i}-Z_{i-1})\mathrm {d} {\operatorname {P} }}}   .

## Folgerung: Die Ungleichung von Hájek und Rényi
Mit dem Lemma von Frank lässt sich eine von Jaroslav Hájek und Alfréd Rényi vorgelegte Ungleichung herleiten, welche ihrerseits weitere Ungleichungen und insbesondere sowohl die die kolmogoroffsche als auch die tschebyscheffsche Ungleichung in sich einschließt.
Die Ungleichung lautet gemäß der Darstellung von Heinz Bauer wie folgt:
Seien auf dem Wahrscheinlichkeitsraum {\displaystyle (\Omega ,{\mathcal {A}},\operatorname {P} )} endlich viele unabhängige integrierbare reelle Zufallsvariablen  {\displaystyle X_{1},\ldots ,X_{n}\colon (\Omega ,{\mathcal {A}},\operatorname {P} )\to \mathbb {R} \;(n\in \mathbb {N} )} gegeben
und dazu  absteigend angeordnete positive Zahlen {\displaystyle {\gamma }_{1}\geq \ldots \geq {\gamma }_{n}>0}   .
 Sei hierbei für {\displaystyle i=1,\ldots ,n} 
{\displaystyle S_{i}=\sum _{j=1}^{i}{{\bigl (}X_{j}-\operatorname {E} (X_{j}){\bigr )}}}
 gesetzt.
Dann ist für jeden Index {\displaystyle m=1,\ldots ,n} und für jedes reelle {\displaystyle \epsilon >0}
die Ungleichung
{\displaystyle \operatorname {P} {\bigl (}\max({{\gamma }_{m}{|S_{m}|}},\dots ,{{\gamma }_{n}{|S_{n}|}})\geq \epsilon {\bigr )}\;\leq \;{\frac {{{\gamma }_{m}}^{2}\sum _{j=1}^{m}{\operatorname {Var} (X_{j})}\;+\;\sum _{j=m+1}^{n}{{{\gamma }_{j}}^{2}\operatorname {Var} (X_{j})}}{{\epsilon }^{2}}}}   .
erfüllt.